# ساوت‌همپتون (نیویورک)
ساوت‌همپتون با نام رسمی شهرک ساوت‌همپتون یک شهرک در جنوب شرقی سافک کانتی نیویورک است که بخشی از آن در ساوت فورک لانگ آیلند قرار دارد. طبق سرشماری ۲۰۱۰ ایالات متحده آمریکا جمعیت آن ۵۶٬۷۹۰ نفر بوده‌است. ساوت همپتون بر خط ساحلی ای امتداد پیدا کرده‌است که با نام همپتنز شناخته می‌شود. پردیس دانشگاه استونی بروک ساوتهمپتون نیز در شهرک ساوت‌همپتون قرار دارد.